# Tandihat (Angkola Selatan)
Tandihat is een bestuurslaag in het regentschap Tapanuli Selatan van de provincie Noord-Sumatra, Indonesië. Tandihat telt 682 inwoners (volkstelling 2010).